# Mariakapel (Kelpen-Oler)
De Mariakapel is een kapel in Kelpen-Oler in de Nederlandse gemeente Leudal. De kapel staat op de hoek van de Ensebroekerweg met de Processieweg op ongeveer een halve kilometer ten zuidoosten van het dorp.
De kapel is gewijd aan de heilige Maria, specifiek aan Maria-Tenhemelopneming.

## Geschiedenis
In 1951 werd de kapel gebouwd om de belofte van de inwoners in te lossen dat ze een kapel zouden bouwen als ze (tijdens 1944) gespaard zouden blijven oorlogsgeweld.

## Gebouw
De bakstenen kapel is gebouwd op een rechthoekig grondplan en wordt gedekt door een verzonken zadeldak met pannen. In de zijgevels is elk een spitsboogvenster aangebracht. De frontgevel en achtergevel zijn beide een puntgevel met verbrede aanzet die in de top eindigt in een stenen kruis. In de frontgevel is een klein kruisje van bakstenen ingemetseld en bevindt zich de spitsboogvormige toegang van de kapel die wordt afgesloten met een hek.
In de kapel staat een beeld van Maria-Tenhemelopneming.